# Xavier Kapfer
Xavier Kapfer (Ris-Orangis, 7 novembre 1981) è un pallavolista francese.
Gioca nel ruolo di schiacciatore nel Rennes.

## Carriera
La carriera di Xavier Kapfer inizia nelle formazioni giovanili del Volley Ball Club Ermont e del Centre National de Volley-Ball; nel 2011-02 si trasferisce al Montpellier Agglomération Volley Université Club, dove rimane per tre anni facendo il suo esordio nella pallavolo professionistica. Gioca poi nel Nice Volley-Ball, ottenendo anche alcune convocazioni nella nazionale francese, e nell'Arago de Sète Volley-Ball, prima di tentare una breve esperienza in Italia, disputando l'ultima parte della Serie A2 2007-08 con la Pallavolo Catania; successivamente torna in patria, ancora all'Arago de Sète Volley-Ball e poi Gazélec Football Club Ajaccio Volley-Ball, disputando in estate alcuni tornei in Qatar e Bahrein con il Qatar Sports Club e con l'Al-Muharraq Sports Club.
Nella stagione 2010-11 si trasferisce in Polonia, all'Effector Kielce Świętokrzyska Siatkówka, disputando per due anni il massimo campionato polacco; per un breve periodo nel 2010 gioca con l'Urmia in Iran, mentre dal 2012 al 2014 è tesserato per l'Al-Qadisiya Sports Club, in Kuwait. Il ritorno nella pallavolo di alto livello avviene nel campionato 2014-15, quando viene ingaggiato dal Maliye Milli Piyango, militante nel massimo campionato turco.
Ritorna in patria per disputare la stagione 2015-16 con il Gazélec Football Club Ajaccio Volley-Ball, militante in Ligue A e con cui si aggiudica la Coppa di Francia. Nella stagione 2016-17 si accasa al Rennes, nella Ligue B, con cui, al termine del campionato, conquista la promozione in Ligue A: ritorna nella massima categoria del campionato francese con lo stesso club nella stagione 2017-18.

## Palmarès

### Club
- Campionato bahreinita: 1

2010
- Campionato kuwaitiano: 1

2013
- Coppa del Bahrein: 1

2010
- Coppa del Kuwait: 1

2013
- Coppa di Francia: 1

2015-16
- BVA Cup: 1

2014